# Extraterrestre
Il termine extraterrestre o alieno indica qualsiasi oggetto di provenienza esterna al pianeta Terra. Può essere riferito a materiale come i meteoriti o a forme di vita estranee alla Terra.
L'esistenza (presente o passata) di forme di vita extraterrestre è al momento solo ipotetica, dato che non sono mai state trovate prove di organismi viventi al di fuori della biosfera terrestre. Tuttavia l'enorme numero di galassie e quindi di pianeti potenzialmente abitabili rende probabilisticamente plausibile la loro esistenza. Inoltre in questi anni si sono scoperti molti pianeti attorno a stelle della Via Lattea, di cui una parte nella zona abitabile.
Nella cultura popolare l'extraterrestre è visto soprattutto come un ipotetico essere dotato di intelligenza proveniente da un altro pianeta, ed è un personaggio presente in innumerevoli opere di fantascienza. Nell'ambito pseudoscientifico dell'ufologia gli extraterrestri sono oggetto di resoconti di misteriosi avvistamenti - mai provati - da parte di persone di ogni nazionalità. I presunti avvistatori si dividono tra chi considera gli extraterrestri esseri umanoidi di indole pacifica e chi, al contrario, li descrive come creature mostruose e malvagie.

## Possibili basi e origini di vita extraterrestre
Tutta la vita sulla Terra è basata su carbonio, idrogeno, azoto e ossigeno, e questo fatto potrebbe essere una costante anche per quanto riguarda altri pianeti alieni. Ci sono però altri elementi chimici che potrebbero ipoteticamente costituire la base per la vita, come ad esempio il silicio. Il punto di vista secondo il quale il carbonio è necessariamente la base di tutta la vita sugli altri pianeti, in quanto le sue proprietà chimiche e termodinamiche lo rendono di gran lunga superiore a tutti gli altri elementi, è stato soprannominato sciovinismo del carbonio.
Lo studio scientifico sulla possibile base biomeccanica della vita extraterrestre è noto con il nome di esobiologia o xenobiologia. Per alcuni la vita nell'universo è nata e si è evoluta autonomamente in punti diversi, differenziandosi. Mentre per altri, sostenitori della teoria detta panspermia, la vita è stata generata da un unico tipo di spore che hanno provveduto a inseminare dallo spazio ogni pianeta. Una variante della panspermia vuole che il passaggio della vita sia dovuto non solo a schianto su un certo pianeta "vergine" di meteoriti "viventi", ma anche di interi pianeti "viventi".

## Sull'esistenza di forme di vita aliene
(Camille Flammarion, La Planète Mars et ses conditions d'habitabilité, 1892)
La questione dell'esistenza di altri mondi come luoghi abitabili si è dibattuta prevalentemente solo dopo l'invenzione del telescopio e la sua diffusione a partire dal XVII secolo: l'idea generale in precedenza era infatti che le stelle e i pianeti - che apparivano come semplici punti luminosi fissati nel firmamento - non fossero veri e propri corpi fisici. Malgrado questo, già nell'Antica Grecia, nel VII secolo a.C., alcuni filosofi intuirono che nell'infinita estensione dell'universo sarebbe stato possibile imbattersi in altri mondi popolati. Diogene Laerzio riferisce ad esempio come Anassagora ritenesse la Luna abitata. Nella sua opera De Rerum Natura (circa 70 a.C.), Lucrezio speculava apertamente della possibilità di vita su altri mondi:
Aristotele e Platone tuttavia propugnavano l'unicità metafisica del mondo (inteso come creato). Dopo che il Cristianesimo ebbe preso piede, sulla scorta di Aristotele l'idea di vita su altri mondi venne prevalentemente rigettata, in quanto era vista in contraddizione con la pretesa centralità dell'uomo nel piano della creazione divina, ma rimase comunque oggetto di dibattito nel corso del tempo. Il vescovo di Parigi Étienne Tempier nel 1277, nell'intento di portare un po' di quiete nel mondo intellettuale assai vivace e per questo propenso a litigi e agli scontri, nell'elenco di 219 proposizioni da rigettare poneva anche quella - di tradizione aristotelica - che negava a Dio la possibilità di aver creato o di creare altri mondi diversi dal nostro (art 34).
Significativa la testimonianza di Basilio di Cesarea che riteneva gli antichi Egizi essere la progenie di una civiltà proveniente da luoghi collocabili "fuori dalle sfere abitate dagli uomini o dai demoni" alludendo inequivocabilmente a esseri non terrestri né divini, aggiungendo che quella dei faraoni fu una "stirpe non discendente da Adamo" e dotata di poteri superumani ("διὰ ὑπερανθρωπίνης δυνάμεως") grazie ai quali fu possibile edificare le piramidi.
L'ammissione, dunque, di tale possibilità appare indirettamente una condizione per poter operare nell'ambito degli istituti della cultura del tempo. Tommaso d'Aquino, in piena egemonia tolemaica, ventilò l'ipotesi di più mondi abitati e perciò bisognosi di redenzione (cfr. III libro delle Sentenze), negando invece quella di altri universi (diversi dall'unico creato da Dio). Il cardinale e teologo Nicola Cusano, nella sua opera più importante De docta ignorantia del 1440, ammetteva la possibilità che Dio potesse avere creato altri mondi con altri esseri razionali in uno spazio senza limiti. Anche questi esseri razionali, egli scriveva, sono creati ad immagine di Dio ed eredi delle promesse di Cristo.
Il filosofo e frate domenicano Giordano Bruno, condannato come eretico e messo al rogo nel 1600, certamente ammetteva questa possibilità di altri mondi. Bruno in realtà non fu condannato per tale idea (che non è annoverata tra i capi d'accusa della sentenza) che però interessò teologi e filosofi per una certa confusione o identificazione tra mondo e Dio.
La possibilità di vita extraterrestre era un luogo comune del discorso dotto nel XVII secolo, grazie soprattutto alla diffusione del telescopio di Galileo.
Nel Sette-Ottocento l'idea che la Luna e gli altri pianeti del sistema solare fossero abitati si era abbastanza diffusa a livello popolare e anche nell'ambito del mondo accademico era una questione seriamente dibattuta, anche da numerosi religiosi e teologi.
Il continuo miglioramento della tecnologia dei telescopi rifrattori, inoltre, faceva presagire nuove imminenti scoperte. L'astronomo francese Camille Flammarion (1842-1925), ad esempio, rimase convinto per tutta la vita che vi fossero altri pianeti abitati, concetto che divulgò nei suoi libri. Flammarion fu anche tra i primi a proporre l'idea che gli esseri extraterrestri fossero davvero alieni, e non semplicemente variazioni delle creature terrestri.
La presunta scoperta dei canali di Marte nel 1877 da parte di Giovanni Virginio Schiaparelli condusse alcuni astronomi, come Percival Lowell, a sostenere la loro origine artificiale e quindi l'esistenza di vita senziente sul pianeta Marte. L'esistenza dei canali venne confutata da osservazioni successive, pur rimanendo viva a livello popolare. Nel 1961 l'astronomo Frank Drake propose, in modo puramente speculativo, l'equazione che prende il suo nome, come tentativo di stimare il numero di civiltà extraterrestri evolute presenti nella Via Lattea.Dalla fine degli anni quaranta, il dibattito sull'esistenza degli extraterrestri si è ulteriormente diffuso a livello popolare con la nascita dell'ufologia: molti ufologi sostengono infatti che gli alieni visitino regolarmente il nostro pianeta, e gli UFO sarebbero i loro mezzi di trasporto. Le missioni spaziali dalla fine degli anni sessanta hanno mostrato all'opinione pubblica ciò che gli scienziati già sapevano, cioè che la superficie degli altri pianeti del sistema solare è troppo inospitale per sostenere esseri viventi complessi. Più realisticamente l'unico contatto possibile con la vita extraterrestre all'interno del sistema solare sarebbe quello con ipotetici microorganismi su altri pianeti e sulle loro lune. Questo ha spostato il dibattito verso i mondi extrasolari.
Secondo l'ipotesi degli astrobiologi dell'Università Nazionale Australiana, gli alieni non contatterebbero la vita umana perché estinti. Nella teoria pubblicata sulla rivista Astrobiology, si giustifica la mancanza di segnali da parte degli extraterrestri ritenendo che le forme di vita più primitive, una volta comparse, appaiono molto fragili e per questo il coordinatore dello studio Aditya Chopra, pensa che difficilmente queste vite riescano ad evolversi abbastanza velocemente per sopravvivere alle condizioni ambientali in rapido cambiamento.
In uno studio del 2020 due ricercatori britannici dell'Università di Nottingham hanno calcolato che nella Via Lattea esisterebbero 36+175
−32 civiltà aliene intelligenti nell'era attuale e in grado di comunicare. La più vicina potrebbe però essere a 17.000 anni luce di distanza dalla Terra e ciò renderebbe comunque problematiche le comunicazioni con le attuali tecnologie.

## Ricerca scientifica

### Diretta
Gli scienziati sono alla ricerca di una qualche prova dell'esistenza di vita unicellulare sui pianeti del sistema solare, portando avanti gli studi sulla superficie di Marte ed esaminando i meteoriti caduti sulla Terra. È stata proposta anche una missione per Europa, una luna del pianeta Giove, che allo stato delle scoperte, osservazioni e fatti comprovati, contiene un profondissimo oceano di acqua salata liquida sotto la sua superficie-crosta di ghiaccio con una quantità di acqua superiore a quella di tutto il nostro pianeta; rimane da verificare lo spessore della superficie-crosta ghiacciata che si presume misuri da alcune centinaia di metri ad alcuni kilometri e quindi se esistono sul fondo dell'oceano eruzioni cioè fonti di energia e di sostanze chimiche sufficienti al sostentamento della vita; sono previste spedizioni di sonde nel futuro per cercare di indagare queste supposizioni.
Nel 1996 è stata scoperta all'interno di un meteorite, ALH 84001, proveniente da Marte, la presenza di una struttura fossilizzata che potrebbe essere compatibile con i residui dovuti al metabolismo di qualcosa simile a batteri. Tuttavia la reale natura di questa struttura (residuo di batteri alieni di un lontano passato o semplice configurazione casuale all'interno del meteorite) è tuttora da verificare.
Nel maggio del 2001 il geologo Bruno D'Argenio e il biologo molecolare Giuseppe Geraci, accomunati da un progetto svolto per il Consiglio Nazionale delle Ricerche, hanno annunciato di aver scoperto - all'interno di alcuni meteoriti - dei batteri, dalla stampa ribattezzati batteri alieni, i quali, rimasti immobili e inattivi per 2,3 miliardi di anni nelle rocce, una volta estratti si sarebbero risvegliati e riprodotti. L'annuncio ha immediatamente suscitato incertezza nel mondo scientifico in merito all'attendibilità dei risultati del progetto. Tant'è vero che parte della stampa ha lealmente rilevato che "la maggioranza degli scienziati ritiene che si tratti di una contaminazione avvenuta sulla Terra. Ed è l'obiezione con cui gli esobiologi hanno accolto l'annuncio".
Nel febbraio del 2005, due scienziati della NASA avevano inizialmente riferito di aver trovato quella che essi definivano una possibile prova della presenza di vita su Marte. In particolare, i due scienziati, Carol Stoker e Larry Lemke, si erano basati sul fatto che alcuni segni spettrografici di metano nell'atmosfera marziana sono molto simili al metano prodotto da alcune forme di vita primitive sulla Terra; tuttavia i vertici della NASA smentirono la notizia, e i due scienziati in seguito ritrattarono le loro affermazioni. Nonostante questo alcuni scienziati considerano ancora plausibile l'ipotesi riportando alcune rilevazioni che potrebbero essere compatibili con un'origine biologica del metano su Marte.

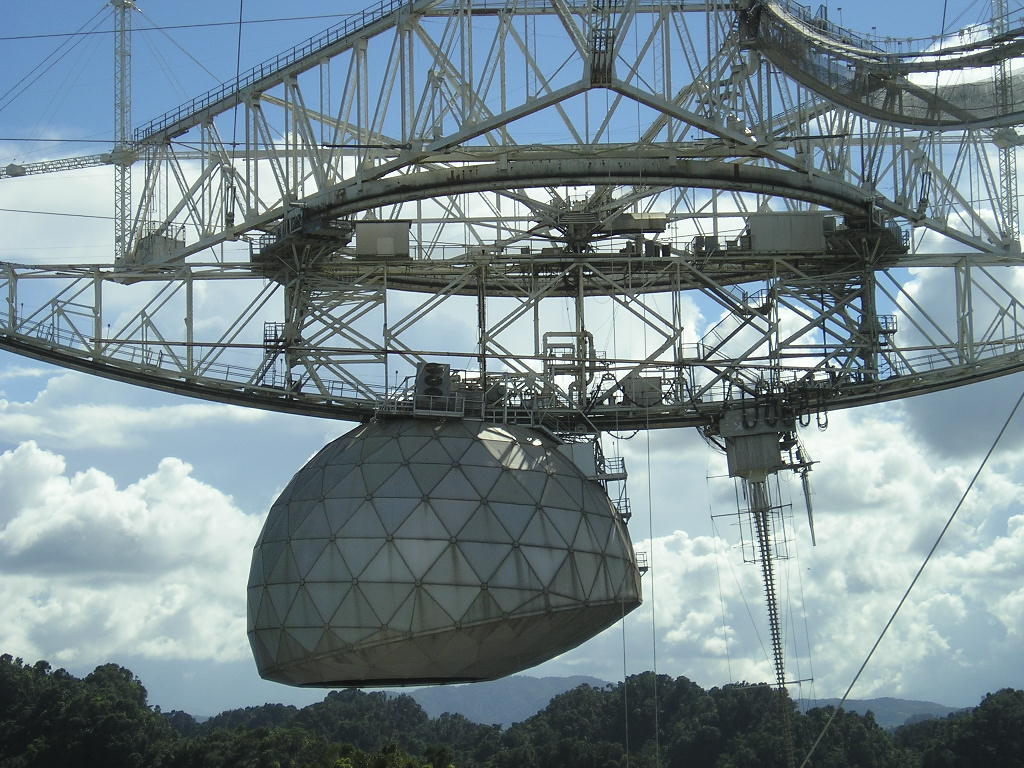
Parte dell'antenna del radiotelescopio di Arecibo usato per il programma SETI

### Indiretta
È stato teorizzato che una società altamente tecnologica comunichi attraverso lo spazio grazie alla trasmissione di informazioni in molteplici forme. Progetti come il SETI conducono attualmente ricerche in questo senso, vagliando le informazioni che vengono ricevute dallo spazio attraverso i radiotelescopi, in cerca di onde radio anomale che possano confermare la presenza di vita intelligente. Sia il SETI che il sistema ARCADE in tempi diversi hanno registrato due diversi segnali radio, tra cui il Segnale Wow!, provenienti dallo spazio, entrambi di forma e natura tale da non potere escludere, allo stato attuale delle conoscenze, che possano provenire da fonte artificiale.

## Possibile comunicazione con civiltà extraterrestri
Come ci viene mostrato in opere di fantascienza quali ad esempio Contact di Carl Sagan, se anche incontrassimo una forma di vita intelligente, dovremmo tener conto di alcune difficoltà tra cui: 
- superare la notevole distanza interstellare per scambiare i messaggi (un messaggio impiegherebbe anni, se non secoli, prima di poter raggiungere anche le stelle più vicine, con i mezzi a noi noti): infatti, secondo la teoria della relatività di Einstein, nessun corpo può viaggiare alla velocità della luce, perché a quella velocità la materia viene interamente convertita in energia e lo spazio-tempo si contrae fino ad azzerarsi; e siccome potrebbe essere possibile che non esistano forme di vita intelligente nel raggio di qualche decina di anni luce dalla Terra, un contatto fisico tra due civiltà aliene, alla luce delle conoscenze attuali, appare quantomeno improbabile, se non addirittura impossibile; solo per scambiarci un semplice segnale radio, impiegheremmo millenni, con il verosimile rischio che una delle due civiltà si sia nel frattempo estinta;
- stabilire se gli alieni siano abbastanza evoluti da poter comunicare con noi (e viceversa);
- trovare un linguaggio comune per poterci comprendere.

## Ufologia e incontri ravvicinati
L'ufologia è un variegato movimento d'opinione, sorto dopo la seconda guerra mondiale, i cui sostenitori professano in genere che gli oggetti volanti non identificati (UFO) siano di origine extraterrestre. È stata anche studiata una classificazione per discriminare i diversi tipi di avvistamenti di UFO, chiamata classificazione Hynek (dal nome dell'astrofisico Josef Allen Hynek). Un buon numero tra i sostenitori dell'ufologia credono che si siano verificati vari casi di contatto più o meno ravvicinato tra esseri umani ed entità extraterrestri, e addirittura casi di rapimento.
In base ai racconti di presunti testimoni di incontri ravvicinati e presunti rapiti, sostenitori dell'esistenza degli extraterrestri ne hanno descritto diversi tipi, tra cui: i grigi provenienti da Zeta Reticuli, esseri umanoidi con la pelle generalmente di colore grigiastro, da cui il nome, ritenuti i primi responsabili dei rapimenti; i Rettiliani, esseri dalle sembianze di rettili, provenienti da Alpha Draconis, muscolosi, costituirebbero una minaccia per l'uomo in quanto avrebbero schiavizzato i grigi; gli Insettoidi, dalle sembianze di insetti, come l'uomo falena; i Nordici, esseri dalle fattezze umane caucasiche, ma molto più alti. Basandosi su tali descrizioni, alcuni ufologi hanno elaborato classificazioni delle tipologie di extraterrestri. Una delle classificazioni più note è quella dell'ufologo Brad Steiger, che divide le presunte razze extraterrestri in quattro categorie: Alfa, che comprende i grigi; Beta, che comprende i Nordici; Gamma, che comprende umanoidi dall'aspetto selvaggio, come Yeti e Chupacabras, creati da alieni; Delta, che comprende gli extraterrestri dall'aspetto non umano, tra cui i Rettiliani e gli Insettoidi. Il maggior numero di avvistamenti di razze aliene riguarderebbe le categorie Alfa e Beta.
L'astronomo Carl Sagan, studioso di esobiologia, ha espresso scetticismo sui tipi di extraterrestri descritti dall'ufologia, che assomiglierebbero troppo agli esseri umani o ad animali terrestri come gli insetti e i rettili; secondo lo scienziato, è improbabile che la vita su altri mondi si possa sviluppare in maniera così simile a quella del nostro pianeta.

## Aspetti teologici
In merito agli extraterrestri, don Piero Coda, segretario della Commissione Teologica Internazionale, ha dichiarato che anch'essi pongono il problema del libero arbitrio, del peccato originale e della necessità della Redenzione in Cristo per la loro vita eterna, dato che Dio non vuole escludere nessuna creatura cosciente e libera dalla salvezza. Sarebbe quindi prevedibile che esse siano già “in rapporto con l’opera salvifica di Gesù Cristo".
Ebrei ,27-28 stabilisce l'unicità, singolarità e irrepetibilità dell'Incarnazione del Verbo, della sua morte in croce e Risurrezione. I teologi dibattono sul fatto che come Cristo ha rivelato in parte Dio in molteplici modi alle religioni non cristiane, Egli non possa essersi manifestato senza Incarnazione anche in pianeti diversi dalla Terra, costituendosi come Redentore del cosmo e dei suoi peccati.

## Extraterrestri nella letteratura e nei media

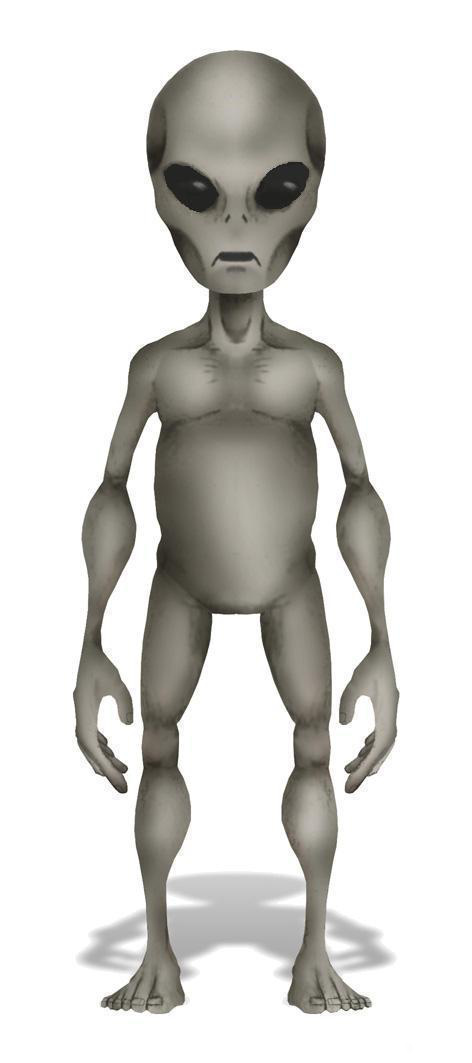
Rappresentazione di un tipo di alieno popolare nell'immaginario ufologico e fantascientifico ("grigio")

Le rappresentazioni di personaggi extraterrestri compaiono nella letteratura fin dall'antichità, nel racconto Una storia vera di Luciano di Samosata (120-190 d.C.), o più avanti, nel Somnium di Keplero, ne Gli stati e gli imperi della luna di Cyrano de Bergerac, nel Micromégas di Voltaire. È soprattutto a partire dal XVII secolo, con l'invenzione del telescopio, che si crea un interesse diffuso per il tema della vita negli altri mondi.
Con il romanzo del 1898 La guerra dei mondi di H.G. Wells, che rappresenta realisticamente un'invasione della Terra da parte dei marziani, l'idea di abitanti di altri mondi entra prepotentemente a far parte dell'immaginario collettivo. L'elenco dei libri di narrativa che contengono descrizioni di extraterrestri o di forme di vita aliene, da quel momento in poi, è sterminato. Le opere di questo tipo vanno dalla narrativa di anticipazione o di speculazione (Infinito di Olaf Stapledon, La nuvola nera di Fred Hoyle), al racconto filosofico (come in alcune opere di Stanisław Lem, dove l'alieno è solitamente un enigma: ad esempio Solaris, Il pianeta del silenzio), agli horror (molti dei racconti di Lovecraft) fino alla space opera e alle fiabe per bambini. 
Extraterrestri - più o meno pittoreschi - compaiono abitualmente (anche come personaggi principali) in film, serie televisive e fumetti. La prima pellicola cinematografica in cui appaiono extraterrestri (per la precisione si tratta di seleniti) è, con tutta probabilità, il Viaggio nella Luna di Georges Méliès (1902). In questo viaggio fantastico gli abitanti della Luna sono rappresentati come creature grottesche simili a folletti, senza nessuna pretesa di scientificità. Segue il meno noto film danese Himmelskibet di Holger-Madsen (1918), dove compaiono dei marziani, l'inglese The First Men in the Moon di Bruce Gordon and J.L.V. Leigh (1919; abitanti della luna) e il film sovietico Aėlita diretto da Jakov Aleksandrovič Protazanov (1924; marziani).
Dagli anni cinquanta in poi la presenza di extraterrestri diventa un tema fisso per il cinema e gli show televisivi, e i film in cui compaiono extraterrestri (anche a scopo parodistico) sono ormai centinaia; così come le serie televisive. Per queste ultime, i primi titoli - in ordine cronologico - sono la serie inglese Doctor Who (dal 1963) e le serie americane Lost in Space (1965 - 1968), Star Trek (dal 1966).
Per altri esempi, e serie successive, si rimanda alla pagina sugli Extraterrestri nella fantascienza: serie televisive.
Negli anni ottanta, uscì un film del regista Steven Spielberg, E.T. l'extra-terrestre, il film fu il più grande incasso di quell’anno (1982) e parla di un Alieno che si ritrova bloccato sul pienate terra e tramite l’aiuto del ragazzino Eliot, dovrà ritornare a casa, evitando però gli adulti, i quali voglio farne esperimenti su di lui. Il film è considerato uno dei più grandi successi del regista, il quale ne fu molto orgoglioso del suo film, e del personaggio di E.T.. Ad oggi E.T. è uno degli alieni più influenti nella cultura di massa ed il suo film è uno dei più famosi del genere fantascientifico.

### Aspetto delle specie extraterrestri nella cultura di massa
L'aspetto delle forme di vita extraterrestri è stato argomento sia di riflessioni scientifiche sia di moltissima fiction. Attraverso i mezzi di comunicazione di massa, come film e spettacoli televisivi, gli extraterrestri dotati di intelligenza vengono solitamente dipinti come umanoidi, cioè di forma somigliante a quella umana (quattro arti, simmetria, stazione eretta ecc.); un esempio di questo tipo è costituito dagli esseri denominati grigi, che costituiscono un popolare tipo di ipotetico alieno.
Tuttavia molti scienziati sostengono che ci siano pochissime possibilità che una forma di vita aliena possa somigliare minimamente a noi, considerate tutte le possibili variabili che potrebbero fare la differenza, come quelle ambientali, riferite alla particolare conformazione geologica, atmosferica e meteorologica del pianeta, quelle fisiche (prima fra tutte la forza di gravità differente da quella terrestre), quelle planetarie, ad esempio un pianeta vivibile potrebbe avere un'orbita e una geografia spaziale più complesse di quella terrestre, e quelle biologiche legate al processo evolutivo e alla selezione naturale. Tra gli anni sessanta e gli anni settanta Carl Sagan e altri calcolarono le condizioni per la formazione di vita macroscopica, basata sugli amminoacidi, relativamente all'atmosfera del pianeta Giove, in base alle osservazioni svolte di detta atmosfera.
Questo ha influenzato a sua volta la fantascienza che è arrivata a immaginare forme di vita non umanoide o persino decisamente esotiche, come nuvole di gas o forme di vita basate sulla chimica del silicio anziché del carbonio.
La fantascienza più tradizionale tende a dare per scontate alcune condizioni improbabili a ripetersi quando raffigura esseri extraterrestri senzienti: la simmetria bilaterale, la presenza di occhi, orecchie, bocca ed altri organi concentrati in una testa, le dimensioni contenute in un range umano (o comunque raramente sotto i 50 cm e sopra i 2,5 m), la presenza di 5 sensi (ed in particolare della vista), la presenza di quattro arti, la respirazione aerobica (e specificatamente in atmosfere dominate dall'ossigeno, mentre, per esempio, anche la stessa atmosfera terrestre negli ultimi 300 milioni di anni ha cambiato diverse volte la propria composizione chimica). Gli alieni più raffigurati nella fantascienza camminano, parlano, manipolano gli strumenti con delle mani, non vivono in acqua o nell'aria, guardano il mondo con gli occhi e sarebbero in grado di vedere e leggere questa voce. Viceversa ipotizzando scientificamente forme di vita, anche intelligenti, aliene, è necessario abbandonare tutti i preconcetti antropocentrici ed accettare creature differenti da noi in tutti i parametri. La convergenza è molto diffusa nell'evoluzione, ma difficilmente riproporrebbe tutte queste caratteristiche in un'altra creatura.